# Christian Gottlob Heyne
Christian Gottlob Heyne, född den 25 september 1729 i Chemnitz, död den 14 juli 1812 i Göttingen, var en tysk humanist, far till Therese Huber.
Heyne blev 1763 professor i vältalighet i Göttingen och samma år därjämte universitetsbibliotekarie. Genom sina föreläsningar över den klassiska forntiden och sin ledning av det filologiska seminariet bidrog han mycket att höja de klassiska studierna samt universitetets anseende. Han blev utländsk ledamot av Vitterhetsakademien 1797.
Heyne betraktade språkets och grammatikens studium mera som medel att intränga i forntidens anda och ägnade därför egentliga omsorgen åt det antikvarisk-historiska. Bland hans skrifter må nämnas upplagor av Vergilius, Pindaros, Homeros Iliad samt talrika Opuscula academica, Sammlung antiquarischer Aufsätze liksom en mängd tidskriftsuppsatser.